# Crocodile Rock
«Crocodile Rock» — песня, написанная Берни Топином и Элтоном Джоном в 1972 году, девятая по счёту композиция шестого альбома Элтона Джона Don’t Shoot Me I’m Only the Piano Player (1973).

## История
Песня была записана в июне 1972 в студии Strawberry Studios, Château d’Hérouville во Франции. Релиз вышел 27 октября 1972 в Англии и 20 ноября 1972 в США, как первый сингл с выходящего в 1973 году нового альбома Элтона Джона Don’t Shoot Me I’m Only the Piano Player. Сингл стал первым хитом № 1 в США для Элтона Джона, достигнув вершины чарта 3 февраля 1973 года и оставаясь там 3 недели.
Песня стала первым синглом реализованным на фирме MCA (каталожный номер #40000) после закрытия MCA лейблов Uni, Decca Records, Kapp и Coral. (Элтон Джон ранее сотрудничал с Uni).
Появление песни было инспирировано открытием для Элтона Джона австралийской группы Daddy Cool и их популярной песни «Eagle Rock», которая была наиболее успешным австралийским синглом начала 1970-х гг и оставалась 10 рекордных недель на первом месте.
Группа Baha Men записала в 2002 году кавер-версию песни «Crocodile Rock» для кинофильма The Crocodile Hunter: Collision Course.
Существуют географические объекты по форме напоминающие крокодила и поэтому, носящие название сходное с именем этой песни. Например, скала Crocodile Rock на побережье Миллпорта на острове Грейт-Камбрей (Ферт-оф-Клайд, западная Шотландия).
Также существуют известные ночные клубы Crocodile Rock в городах Аллентаун (Песильвания, США) и в Торонто (Онтарио, Канада).

## Позиции в хит-парадах
Еженедельные чарты:
- № 1 в США (Billboard Hot 100) — 3 недели (3 февраля 1973 — 17 февраля 1973).
- № 1 в Канаде — 4 недели (17 февраля 1973 — 10 марта 1973).

Годовые чарты:
| Хит-парад (1973)                | Позиция |
| ------------------------------- | ------- |
| Канада (RPM Year-End)           | 5       |
| США (Billboard Top Pop Singles) | 7       |